# Прісне
Прі́сне (каз. Пресное) — село у складі Павлодарського району Павлодарської області Казахстану. Входить до складу Чорноріцького сільського округу.
Населення — 637 осіб (2021; 820 у 2009, 1381 у 1999, 1571 у 1989).
Національний склад станом на 1989 рік:
- росіяни — 52 %
- казахи — 28 %

Станом на 1989 рік село називалось Авангард.